# Маклыгино
Маклыгино — деревня в Талдомском районе Московской области России. Входит в состав сельского поселения Квашёнковское. Население — 17 чел. (2010).

## География
Расположена на севере Московской области, в северной части Талдомского района, примерно в 12 км к северу от центра города Талдома, на правом берегу впадающей Хотчу реки Шухормы (бассейн Угличского водохранилища), у границы с Тверской областью. Связана автобусным сообщением с районным центром. Ближайшие населённые пункты — деревни Волкуша, Желдыбино и Смёнки.

## Население
| 1859 | 1888 | 1926 | 2002 | 2006 | 2010 |
| ---- | ---- | ---- | ---- | ---- | ---- |
| 66   | ↘34  | ↗81  | ↘11  | ↘8   | ↗17  |

## История
В «Списке населённых мест» 1862 года Моклыгино — владельческая деревня 2-го стана Калязинского уезда Тверской губернии по левую сторону Дмитровского тракта, в 54 верстах от уездного города, при реке Шухорме, с 6 дворами и 66 жителями (30 мужчин, 36 женщин).
По данным 1888 года входила в состав Белгородской волости Калязинского уезда, проживало 8 семей общим числом 34 человека (19 мужчин, 15 женщин).
В 1915 году — 21 двор.
В 1922 году деревня вошла в состав Гражданской волости Ленинского уезда Московской губернии, образованной путём слияния Белгородской и Ново-Семёновской волостей Калязинского уезда Тверской губернии.
По материалам Всесоюзной переписи населения 1926 года — деревня Волковского сельского совета Гражданской волости Ленинского уезда, проживал 81 житель (31 мужчина, 50 женщин), насчитывалось 19 хозяйств, среди которых 16 крестьянских.
С 1929 года — населённый пункт в составе Ленинского района Кимрского округа Московской области.
Постановлением ЦИК и СНК от 23 июля 1930 года округа́ как административно-территориальные единицы были ликвидированы. Постановлением Президиума ВЦИК от 27 декабря 1930 года городу Ленинску было возвращено историческое наименование Талдом, а район был переименован в Талдомский.
В 1954 году Волковский сельсовет был упразднён, а все его селения переданы Квашёнковскому сельсовету.
1963—1965 гг. — Маклыгино в составе Дмитровского укрупнённого сельского района.
В 1994 году Московской областной думой было утверждено положение о местном самоуправлении в Московской области, сельские советы как административно-территориальные единицы были преобразованы в сельские округа.
1994—2006 гг. — деревня Квашёнковского сельского округа Талдомского района.
2006—2009 гг. — деревня сельского поселения Ермолинское Талдомского района.
В 2009 году деревня Маклыгино вошла в состав сельского поселения Квашёнковское Талдомского муниципального района Московской области, образованного путём выделения из состава сельского поселения Ермолинское.